# Synagoga w Garwolinie
Synagoga w Garwolinie – synagoga została wybudowana w 1860. Znajdowała się na placu przy skrzyżowaniu ulicy Nadwodnej z ulicą Przechodnią. Wyróżniała się wysokimi oknami i dekoracyjną fasadą. W 1939 podczas bombardowania miasta uległa spaleniu. Po wojnie synagogi nie odbudowano.